# جواش
جواش یکی از روستاهای استان آذربایجان شرقی است که در شهر بناب بخش مرکزی شهرستان مرند واقع شده‌است.

## منابع

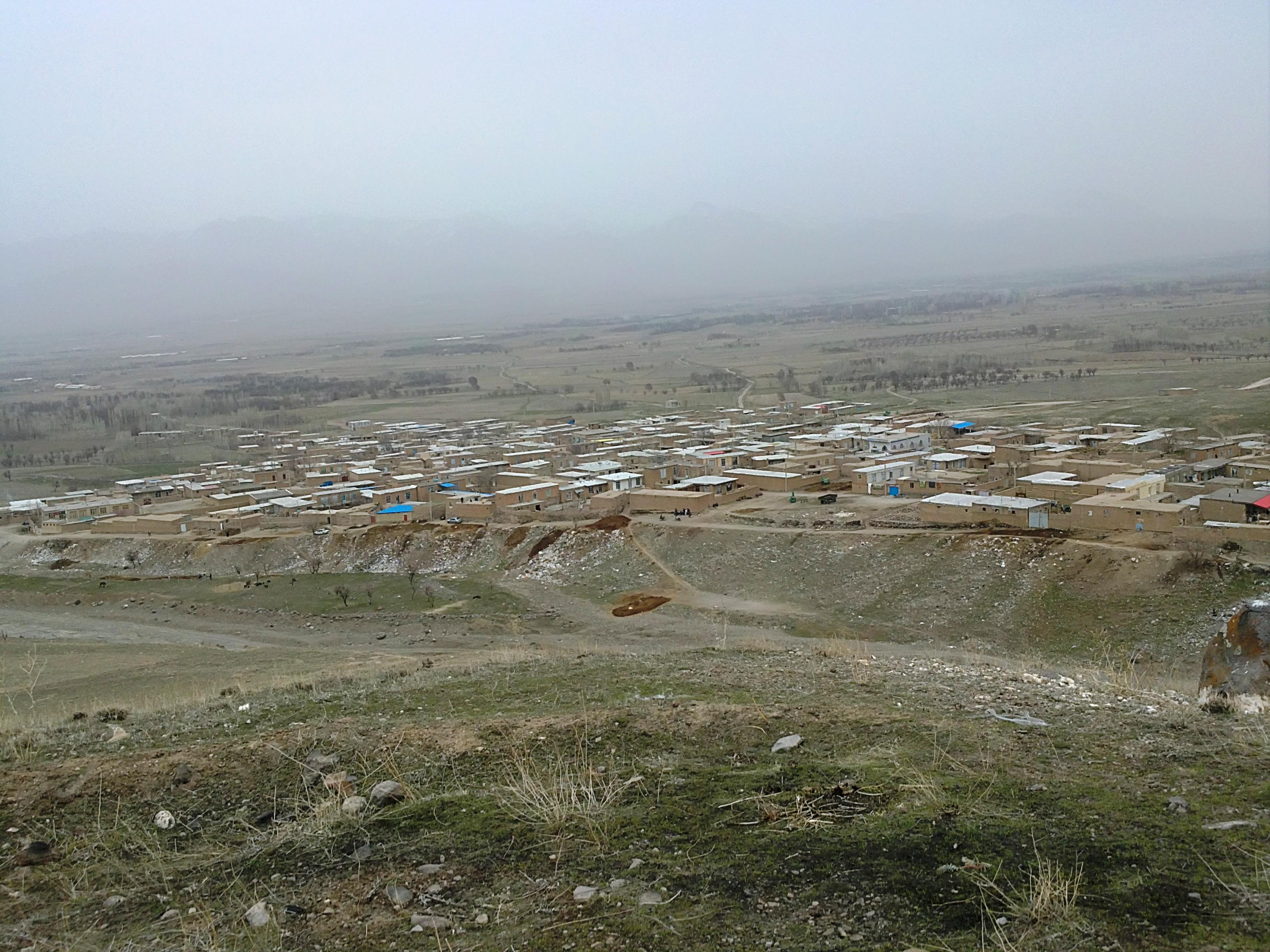
جواش. روستایی زیبا در چهارفصل سال

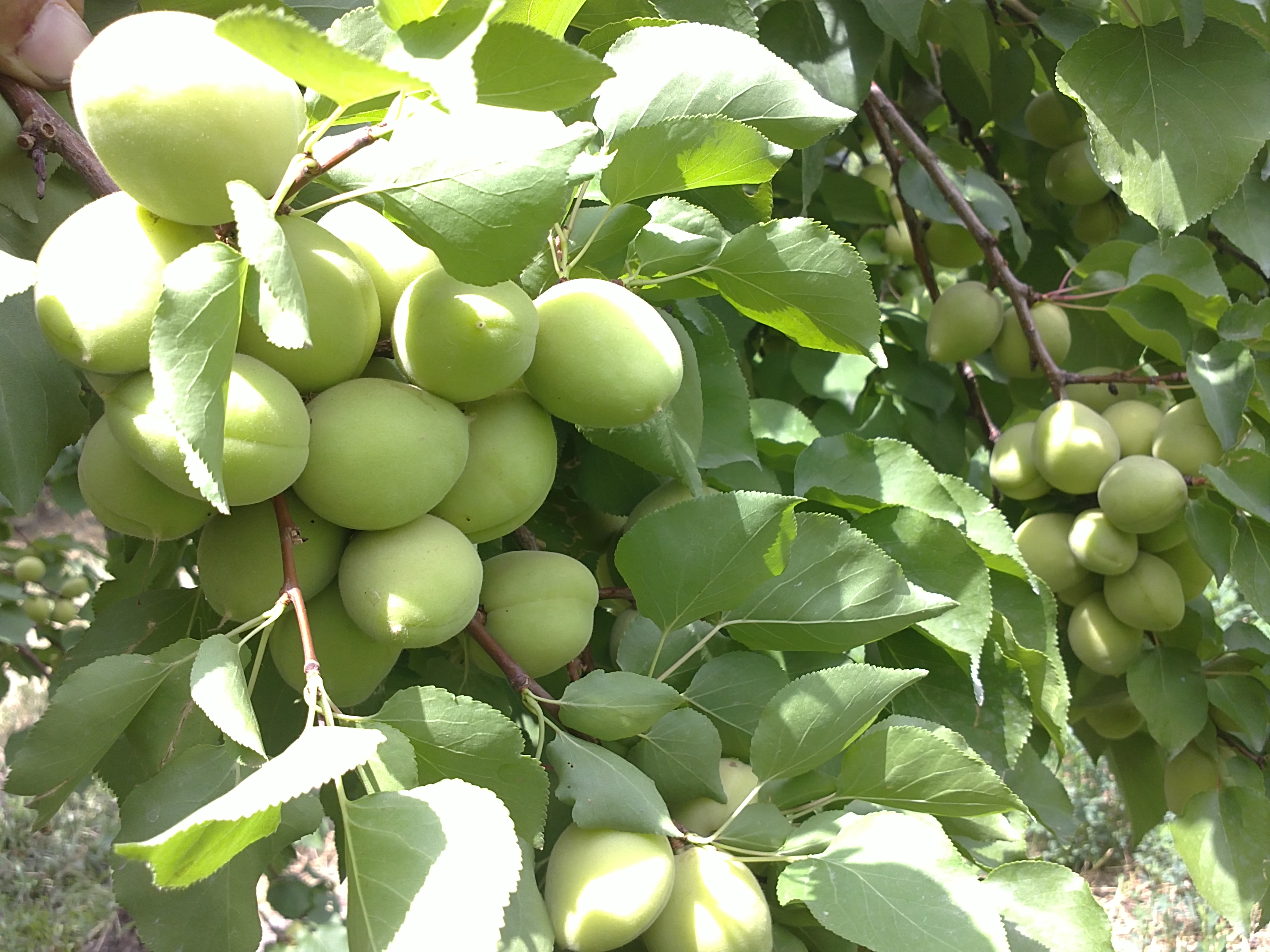
از باغات جواش!